# Jacob Cornelisz van Oostsanen
Jacob Cornelisz van Oostsanen (Oostzaan, 1470 ... – Amsterdam, 1533) è stato un pittore olandese.

## Opere
- 1503, Trittico raffigurante Madonna in trono col Bambino ritratta tra San Giovanni Battista e un donatore, e la Maddalena. All'esterno San Cristoforo e San Sebastiano, olio su tavola, opera proveniente dalla primitiva chiesa del convento dell'Ordine dei frati minori cappuccini e custodita nel Museo regionale di Messina.